# Chính sách thị thực của Indonesia

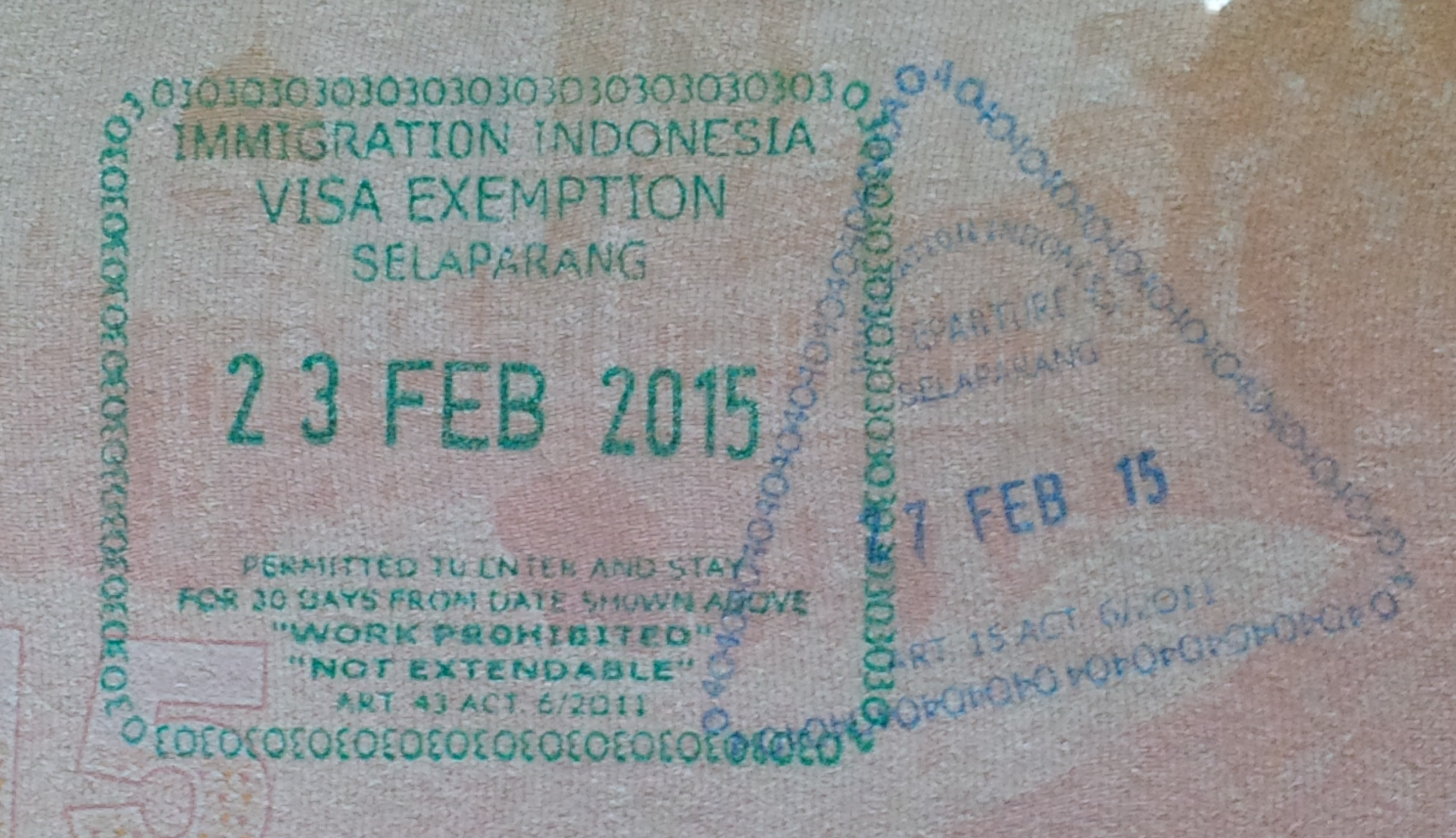
Dấu nhập và xuất cảnh Indonesia.

Du khách đến Indonesia phải xin thị thực từ một trong những phái vụ ngoại giao Indonesia trừ khi họ đến từ một trong những quốc gia được miễn thị thực. Tất cả du khác phải có hộ chiếu còn hạn 6 tháng và có vé khứ hồi. Hộ chiếu còn hiệu lực trên 3 tháng có thể được chấp nhận trong trường hợp đặc biệt hoặc đi công tác. Cơ quan nhập cảnh tại cửa khẩu có thể yêu cầu hành khách cung cấp các giấy tờ cần thiết (như là đặt vé khách sạn và chứng minh tài chính).

## Bản đồ chính sách thị thực

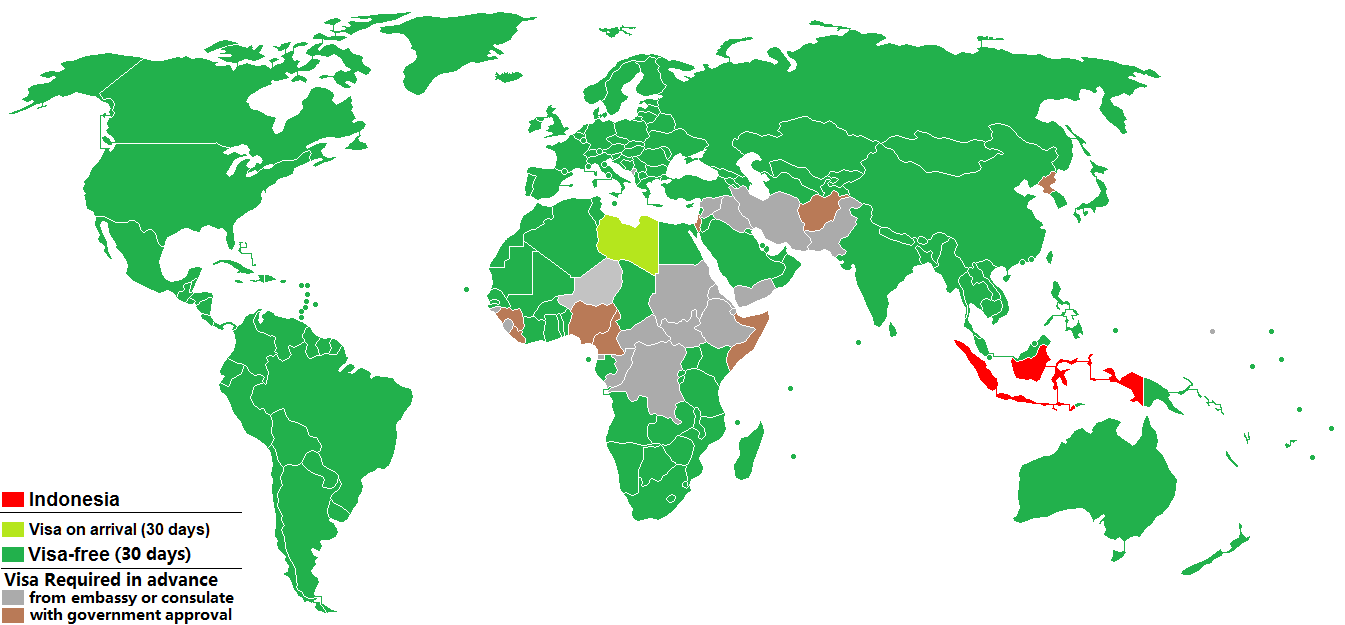
Chính sách thị thực Indonesia
Indonesia
Miễn thị thực (30 ngày)
Cần xin thị thực từ trước
Thị thực chỉ được cấp khi chính phủ cho phép

## Miễn thị thực
Người sở hữu hộ chiếu được cấp bởi 169 vùng lãnh thổ sau có thể đến Indonesia mà không cần thị thực trong vòng 30. Các hoạt động được cho phép bao gồm du lịch, thăm người thân, các hoạt động văn hóa và nghệ thuật, nhiệm vụ chính thức của chính phủ, đi diễn thuyết, dự hội thảo và triển lãm quốc thế, thực hiện các cuộc hoạt với các cơ quan đứng đầu và các cơ quan đại diện tại Indonesia, hoặc quá cảnh tại Indonesia. Du khách sử dụng chế độ miễn thị thực không được gia hạn thời gian ở lại, chuyển sang loại thị thực khác, hoặc tham gia vào các hoạt động không được liệt kê ở trên (như là các hoạt động với mục đích kinh doanh hoặc báo chí). Chế độ miễn thị thực không áp dụng với người sở hữu hộ chiếu khẩn cấp hoặc tạm thời.
Người sở hữu hộ chiếu từ các quốc gia được miễn thị thực có thể vào Indonesia qua một trong 124 điểm được thiết kế để nhập cảnh, bao gồm 29 sân bay, 88 cảng biển và 7 điểm kiểm tra trên cạn tại biên giới.
| - Tất cả công dân Liên minh Châu Âu1 \| - Ả Rập Xê Út - Ai Cập - Albania - Algérie - Andorra - Angola - Antigua và Barbuda - Argentina - Armenia - Azerbaijan - Ấn Độ - Bahamas - Bahrain - Bangladesh - Barbados - Belarus - Belize - Benin - Bhutan - Bolivia - Bosna và Hercegovina - Botswana - Brasil - Brunei - Burkina Faso - Burundi - Campuchia - Canada - Cape Verde - Chad - Chile - Comoros - Costa Rica - Cuba - Dominica - Cộng hòa Dominica - Đài Loan \| - Ecuador - El Salvador - Fiji - Gabon - Gambia - Gruzia - Ghana - Grenada - Guatemala - Guyana - Haiti - Hàn Quốc - Hoa Kỳ - Honduras - Hồng Kông - Iceland - Ivory Coast - Jamaica - Jordan - Kazakhstan - Kenya - Kiribati - Kuwait - Kyrgyzstan - Lào - Liban - Lesotho - Liechtenstein - Macau - Bắc Macedonia - Madagascar - Malawi - Malaysia - Maldives \| - Mali - Mauritania - Mauritius - México - Moldova - Monaco - Mông Cổ - Maroc - Mozambique - Myanmar - Nam Phi - Namibia - Nauru - Nepal - New Zealand - Nga - Nhật Bản - Nicaragua - Na Uy - Oman - Palau - Palestine - Panama - Papua New Guinea - Paraguay - Peru - Philippines - Qatar - Quần đảo Marshall - Quần đảo Solomon - Rwanda - Samoa - Saint Kitts và Nevis - Saint Lucia - Saint Vincent và Grenadines - San Marino - Sao Tome và Principe \| - Sénégal - Serbia - Seychelles - Singapore - Sri Lanka - Suriname - Swaziland - Thụy Sĩ - Tajikistan - Tanzania - Thái Lan - Đông Timor - Togo - Tonga - Trinidad và Tobago - Tunisia - Thổ Nhĩ Kỳ - Trung Quốc - Turkmenistan - Tuvalu - Úc - Uganda - Ukraina - Các Tiểu vương quốc Ả Rập Thống nhất - Uruguay - Uzbekistan - Vanuatu - Thành Vatican - Venezuela - Việt Nam - Zambia - Zimbabwe \| \| | | | |  |
| - Ả Rập Xê Út - Ai Cập - Albania - Algérie - Andorra - Angola - Antigua và Barbuda - Argentina - Armenia - Azerbaijan - Ấn Độ - Bahamas - Bahrain - Bangladesh - Barbados - Belarus - Belize - Benin - Bhutan - Bolivia - Bosna và Hercegovina - Botswana - Brasil - Brunei - Burkina Faso - Burundi - Campuchia - Canada - Cape Verde - Chad - Chile - Comoros - Costa Rica - Cuba - Dominica - Cộng hòa Dominica - Đài Loan | - Ecuador - El Salvador - Fiji - Gabon - Gambia - Gruzia - Ghana - Grenada - Guatemala - Guyana - Haiti - Hàn Quốc - Hoa Kỳ - Honduras - Hồng Kông - Iceland - Ivory Coast - Jamaica - Jordan - Kazakhstan - Kenya - Kiribati - Kuwait - Kyrgyzstan - Lào - Liban - Lesotho - Liechtenstein - Macau - Bắc Macedonia - Madagascar - Malawi - Malaysia - Maldives | - Mali - Mauritania - Mauritius - México - Moldova - Monaco - Mông Cổ - Maroc - Mozambique - Myanmar - Nam Phi - Namibia - Nauru - Nepal - New Zealand - Nga - Nhật Bản - Nicaragua - Na Uy - Oman - Palau - Palestine - Panama - Papua New Guinea - Paraguay - Peru - Philippines - Qatar - Quần đảo Marshall - Quần đảo Solomon - Rwanda - Samoa - Saint Kitts và Nevis - Saint Lucia - Saint Vincent và Grenadines - San Marino - Sao Tome và Principe | - Sénégal - Serbia - Seychelles - Singapore - Sri Lanka - Suriname - Swaziland - Thụy Sĩ - Tajikistan - Tanzania - Thái Lan - Đông Timor - Togo - Tonga - Trinidad và Tobago - Tunisia - Thổ Nhĩ Kỳ - Trung Quốc - Turkmenistan - Tuvalu - Úc - Uganda - Ukraina - Các Tiểu vương quốc Ả Rập Thống nhất - Uruguay - Uzbekistan - Vanuatu - Thành Vatican - Venezuela - Việt Nam - Zambia - Zimbabwe |  |

1 - bao gồm tất cả các loại quốc tịch Anh.

## Quá cảnh
Hành khách quá cảnh tại Sân bay quốc tế Soekarno-Hatta ít hơn 24 giờ, hoặc các sân bay khác ít hơn 8 giờ, không cần xin thị thực. Tuy nhiên, những người đổi cảng bay tại sân bay Soekarno-Hatta, hoặc những người quá cảnh tại Sân bay quốc tế Ngurah Rai cần có thị thực trừ khi họ đến từ những quốc gia được miễn thị thực.

## Những quốc gia cần được phê chuẩn
Công dân muốn xin thị thực nhập cảnh nhiều lần hoặc xin thị thực có thể gia hạn lên đến 5 lần mà không được áp dụng chế độ miễn thị thực hoặc thị thực tại cửa khẩu cần phải xin thị thực tại một đại sứ quán hoặc lãnh sự Indonesia.
Công dân từ 9 quốc gia sau cần được phê chuẩn bởi Cơ quan Nhập cảnh tại Indonesia trước khi đi công tác, du lịch hoặc thăm người thân tại đây (chính sách này gọi là  Thị thực Gọi Indonesia):
| - Afghanistan - Cameroon - Guinea - Israel - Liberia | - Niger - Nigeria - Somalia - Triều Tiên |  |

## Hộ chiếu không phổ thông

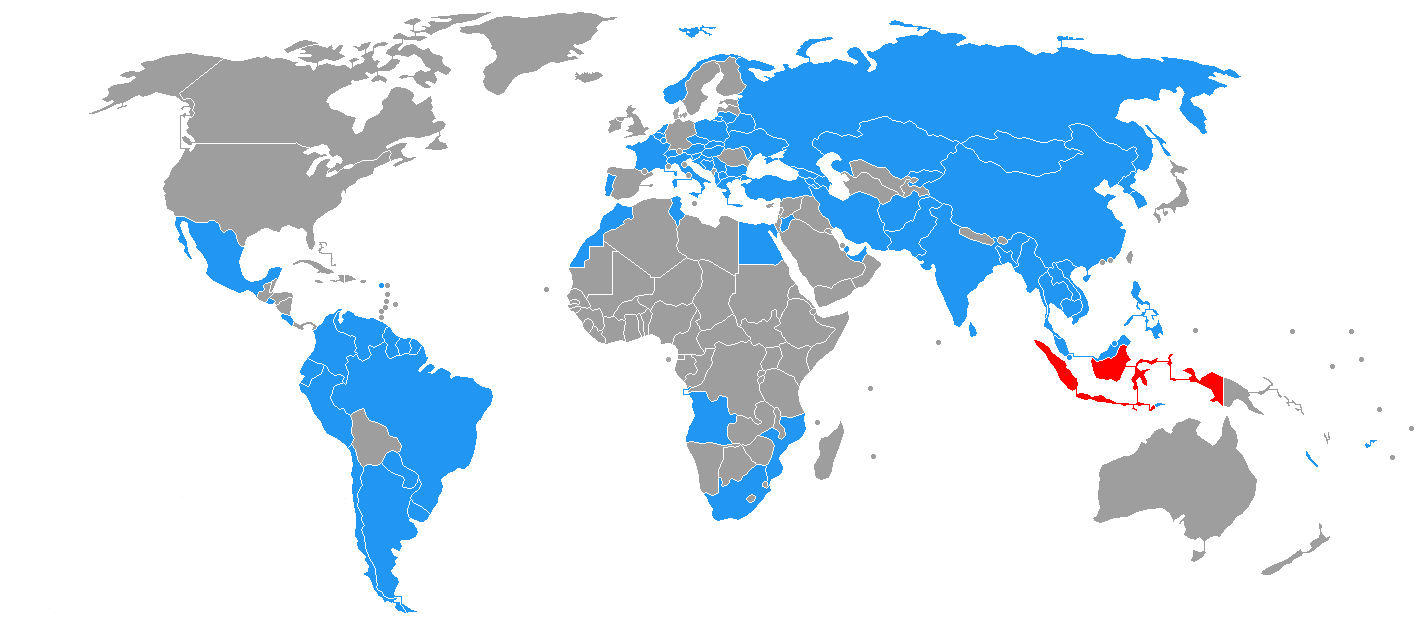
Indonesia
Miễn thị thực mới hộ chiếu ngoại giao và công vụ

Người sở hữu hộ chiếu không phổ thông được cấp bởi các quốc gia sau được đến Indonesia mà không cần thị thực:
| - Ấn Độ D O - Afghanistan D S - Argentina D O - Áo D S - Azerbaijan D S - Ba Lan D S - Bangladesh D O - Belarus D O - Bosna và Hercegovina D S - Bồ Đào Nha D S Sp - Brasil D O - Bulgaria D S - Các Tiểu vương quốc Ả Rập Thống nhất D S - Chile D S - Costa Rica D S - Croatia D S - Colombia D O S - Cuba D O - Ecuador D O Sp | - Gruzia D S - Hungary D S - Iran D S - Kazakhstan D S - Kyrgyzstan D S - Bắc Macedonia D O - México D O - Moldova D O S - Montenegro D S - Mông Cổ D O | - Nam Phi D O - Nicaragua D O S - Hàn Quốc D O S - Na Uy D S - Pakistan D O - Paraguay D O - Pháp D S - Qatar D S - Nga D S - Serbia D O - Slovakia D S | - Slovenia D S - Hàn Quốc D O - Sri Lanka D O - Suriname D S - Thụy Sĩ D S - Timor-Leste D O S - Trung Quốc D S - Tunisia D Sp - Thổ Nhĩ Kỳ D S Sp - Uruguay D O - Venezuela D S |  |

D — hộ chiếu ngoại giao

O — hộ chiếu công vụ

S — hộ chiếu công vụ

Sp — hộ chiếu đặc biệt
Thỏa thuận miễn thị thực đối với hộ chiếu ngoại giao và công vụ được ký với Albania,
Angola,
Armenia,
El Salvador,
Panama,
Saint Kitts và Nevis,
Thụy Điển and 
Ukraina nhưng chưa được thông qua.

## Thẻ đi lại doanh nhân APEC
Người sở hữu hộ chiếu được cấp bởi các quốc gia sau mà có Thẻ Đi lại Doanh nhân APEC (ABTC) có mã "IDN" ở phía sau thì có thể đi công tác không cần thị thực đến Indonesia lên đến 60 ngày.
ABTC được cấp cho công dân của:
| - Úc - Brunei - Chile - Trung Quốc - Hồng Kông - Nhật Bản - Hàn Quốc - Malaysia - México | - New Zealand - Papua New Guinea - Peru - Philippines - Nga - Singapore - Đài Loan - Thái Lan - Việt Nam |  |

## Thống kê du khách
Hầu hết du khách đến Indonesia ngắn hạn đều đến từ các quốc gia sau:
| Thống kê 2016-2009 | Thống kê 2016-2009 | Thống kê 2016-2009 | Thống kê 2016-2009 | Thống kê 2016-2009 | Thống kê 2016-2009 | Thống kê 2016-2009 | Thống kê 2016-2009 |
| Quốc tịch          | Tổng               | Tổng               | Tổng               | Tổng               | Tổng               | Tổng               | Tổng               |
| Quốc tịch          | 2016               | 2015               | 2014               | 2013               | 2012               | 2011               | 2010               |
| ------------------ | ------------------ | ------------------ | ------------------ | ------------------ | ------------------ | ------------------ | ------------------ |
| Trung Quốc         | 1.556.771          | 1.249.091          | 1.052.705          | 858.140            | 726.088            | 594.997            | 511.188            |
| Malaysia           | 1.541.197          | 1.431.728          | 1.418.256          | 1.380.686          | 1.269.089          | 1.173.351          | 1.171.737          |
| Singapore          | 1.515.701          | 1.594.102          | 1.559.044          | 1.432.060          | 1.324.706          | 1.324.839          | 1.206.360          |
| Úc                 | 1.302.292          | 1.090.025          | 1.145.576          | 983.911            | 952.717            | 933.376            | 769.585            |
| Nhật Bản           | 545.392            | 528.606            | 505.175            | 497.399            | 463.486            | 423.113            | 416,151            |
| Ấn Độ              | 422.045            | 306.960            | 267.082            | 231.266            | 196.983            | 181.791            | 159.373            |
| Hàn Quốc           | 386.789            | 375.586            | 352.004            | 351.154            | 328.989            | 320.596            | 296.060            |
| Vương quốc Anh     | 352.017            | 286.806            | 244.594            | 236.794            | 219.726            | 201.221            | 192.335            |
| Hoa Kỳ             | 316.782            | 269.062            | 246.397            | 236.375            | 217.599            | 203.205            | 177.677            |
| Philippines        | 298.910            | 267.700            | 248.182            | 247.573            | 236.866            | 210.029            | 171.181            |
| Pháp               | 256.229            | 208.679            | 208.537            | 201.917            | 184.273            | 171.736            | 160.913            |
| Đài Loan           | 252.849            | 223.478            | 220.328            | 247.146            | 217.708            | 228.922            | 214.192            |
| Đức                | 243.873            | 201.202            | 184.463            | 173.470            | 158.212            | 149.110            | 144.411            |
| Hà Lan             | 200.811            | 172.371            | 168.494            | 161.402            | 152.749            | 163.268            | 158.957            |
| Ả Rập Xê Út        | 197.681            | 164.643            | 151.454            | 121.890            | 92.667             | 110.908            | 94.440             |
| Tổng               | 11.519.275         | 10.230.775         | 9.435.411          | 8.802.129          | 8.044.462          | 7.649.731          | 7.002.944          |

| Thống kê 2009-2002 | Thống kê 2009-2002 | Thống kê 2009-2002 | Thống kê 2009-2002 | Thống kê 2009-2002 | Thống kê 2009-2002 | Thống kê 2009-2002 | Thống kê 2009-2002 | Thống kê 2009-2002 | Thống kê 2009-2002 |
| Quốc tịch          | Tổng               | Tổng               | Tổng               | Tổng               | Tổng               | Tổng               | Tổng               | Tổng               |                    |
| Quốc tịch          | 2009               | 2008               | 2007               | 2006               | 2005               | 2004               | 2003               | 2002               |                    |
| ------------------ | ------------------ | ------------------ | ------------------ | ------------------ | ------------------ | ------------------ | ------------------ | ------------------ | ------------------ |
| Singapore          | 1,138,071          | 1,197,267          | 1,160,200          | 1,164,082          | 1,066,461          | 1,619,572          | 1,415,563          | 1,288,496          |                    |
| Malaysia           | 1,041,053          | 1,009,722          | 799,990            | 699,124            | 564,321            | 482,059            | 407,958            | 397,983            |                    |
| Trung Quốc         | 444,598            | 354,641            | 269,216            | 182,341            | 128,681            | 39,936             | 31,497             | 19,840             |                    |
| Úc                 | 571,541            | 418,899            | 287,103            | 208,205            | 356,287            | 444,040            | 310,742            | 384,667            |                    |
| Nhật Bản           | 488,320            | 559,888            | 517,356            | 432,989            | 511,007            | 652,854            | 502,997            | 679,607            |                    |
| Hàn Quốc           | 260,314            | 331,409            | 337,246            | 298,228            | 263,356            | 246,545            | 190,630            | 218,155            |                    |
| Ấn Độ              | 156,545            | 155,391            | 123,465            | 94,258             | 58,359             | 41,582             | 32,820             | 39,314             |                    |
| Vương quốc Anh     | 183,262            | 184,604            | 148,756            | 137,655            | 214,515            | 128,578            | 121,361            | 173,132            |                    |
| Philippines        | 196,429            | 195,675            | 192,868            | 187,711            | 100,176            | 66,679             | 54,549             | 61,711             |                    |
| Hoa Kỳ             | 165,098            | 174,547            | 138,266            | 129,152            | 169,232            | 162,627            | 141,635            | 175,474            |                    |
| Đài Loan           | 204,794            | 218,146            | 218,268            | 226,611            | 230,235            | 368,680            | 345,398            | 384,062            |                    |
| Pháp               | 165,656            | 129,446            | 114,094            | 108,697            | 120,122            | 97,225             | 81,314             | 113,434            |                    |
| Đức                | 133,032            | 142,767            | 111,512            | 106,916            | 144,983            | 152,063            | 131,012            | 166,501            |                    |
| Hà Lan             | 154,932            | 141,202            | 111,882            | 93,147             | 105,954            | 107,919            | 103,866            | 125,855            |                    |
| Ả Rập Xê Út        | 73,000             | 42,647             | 32,164             | 27,821             | 45,537             | 35,277             | 32,167             | 38,500             |                    |
| Tổng               | 6,323,730          | 6,234,497          | 5,505,759          | 4,871,351          | 5,002,101          | 5,321,165          | 4,467,021          | 5,033,400          |                    |

## Sửa đổi
1. Vào tháng 3 năm 2015 chính quyền Indonesia thông báo từ tháng 4 năm 2015 thị thực sẽ được bãi bỏ cho 30 quốc gia nữa, bao gồm Áo, Bahrain, Bỉ, Canada, Trung Quốc, Cộng hòa Séc, Đan Mạch, Phần Lan, Pháp, Đức, Hungary, Ý, Nhật Bản, México, Hà Lan, New Zealand, Na Uy, Oman, Ba Lan, Nga, Qatar, Nam Phi, Hàn Quốc, Tây Ban Nha, Thụy Điển, Thụy Sĩ, Các Tiểu vương quốc Ả Rập Thống nhất, Anh Quốc và Hoa Kỳ.[17][18] Đối với chính sách bãi bỏ thị thực có hiệu lực luật quy định cơ bản song phương Indonesia phải được thay đổi.[19] Vào tháng 10 năm 2015 danh sách được mở rộng thêm 45 quốc gia nữa.
2. Indonesian Government expects additional 1.3 billion US$ revenue for the foreign-exchange reserves as a result of the visa waiver.[20]
3. In May 2015 Vice President Jusuf Kalla announced that the visa-waiver will be extended to 60-70 countries as soon as the reciprocity clause was removed from the immigration law.[21]
4. On ngày 12 tháng 6 năm 2015 the Indonesian Government announced that it formally waives visa requirements for the 45 countries listed above for 30 days but the visit permit cannot be extended or changed to other permits.[22]
5. Vào tháng 9 năm 19, 2015, chính quyền Indonesia đưa ra tên 45 nước và vùng bổ sung sẽ được miễn thị thực vào cuối tháng 9 năm 2015, bao gồm Algérie, Angola, Argentina, Azerbaijan, Belarus, Bulgaria, Croatia, Síp, Dominica, Ai Cập, Estonia, Fiji, Ghana, Hy Lạp, Iceland, Ấn Độ, Ireland, Jordan, Kazakhstan, Kyrgyzstan, Latvia, Liban, Liechtenstein, Litva, Luxembourg, Maldives, Malta, Monaco, Panama, Papua New Guinea, Bồ Đào Nha, Romania, San Marino, Ả Rập Xê Út, Seychelles, Slovakia, Slovenia, Suriname, Đài Loan, Tanzania, Đông Timor, Tunisia, Thổ Nhĩ Kỳ, Vatican City và Venezuela.[23]
6. Vào ngày 21 tháng 12 năm 2015, Indonesian Maritime Coordinator Minister, Rizal Ramli announced that the visa-waiver policy will be extended to 84 additional countries by the end of 2015. The complete list are, Albania, Antigua and Barbuda, Armenia, Australia, Bắc Macedonia, Bahamas, Bangladesh, Barbados, Belize, Benin, Bhutan, Bolivia, Bosna và Hercegovina, Botswana, Brazil, Burkina Faso, Burundi, Cameroon, Cape Verde, Chad, Comoros, Costa Rica, Côte d'Ivoire, Cuba, Cộng hòa Dominicana, El Salvador, Gabon, Gambia, Georgia, Grenada, Guatemala, Guinea, Guyana, Haiti, Honduras, Jamaica, Kenya, Kiribati, Lesotho, Madagascar, Malawi, Mali, Quần đảo Marshall, Mauritanie, Mauritius, Moldova, Mông Cổ, Montenegro, Mozambique, Namibia, Nauru, Nepal, Nicaragua, Bắc Triều Tiên, Pakistan, Palau, Palestine, Paraguay, Rwanda, Samoa, Sao Tome and Principe, Sénégal, Serbia, Solomon Island, Somalia, Sri Lanka, St Kitts and Nevis, St Lucia, St Vincent and Grenadines, Sudan, Tajikistan, Togo, Tonga, Trinidad & Tobago, Turkmenistan, Tuvalu, Uganda, Ukraine, Uruguay, Uzbekistan, Vanuatu, Zambia, Zimbabwe, make it total of 174 countries that can enjoy visa-waiver policy to Indonesia.[24][25][26][27]
7. Reportedly, Indonesian President has signed the latest Presidential Decree on ngày 2 tháng 3 năm 2016 with regards to the revision of list of countries that are granted short-term visit visa-free facility. Out of 84 additional countries that were initially planned, only 78 were passed. Citizens of Cameroon, Guinea, Montenegro, Bắc Triều Tiên, Pakistan, and Somalia will continue to require a visa prior to visit Indonesia.[28]